# شهرستان بختیارلیق

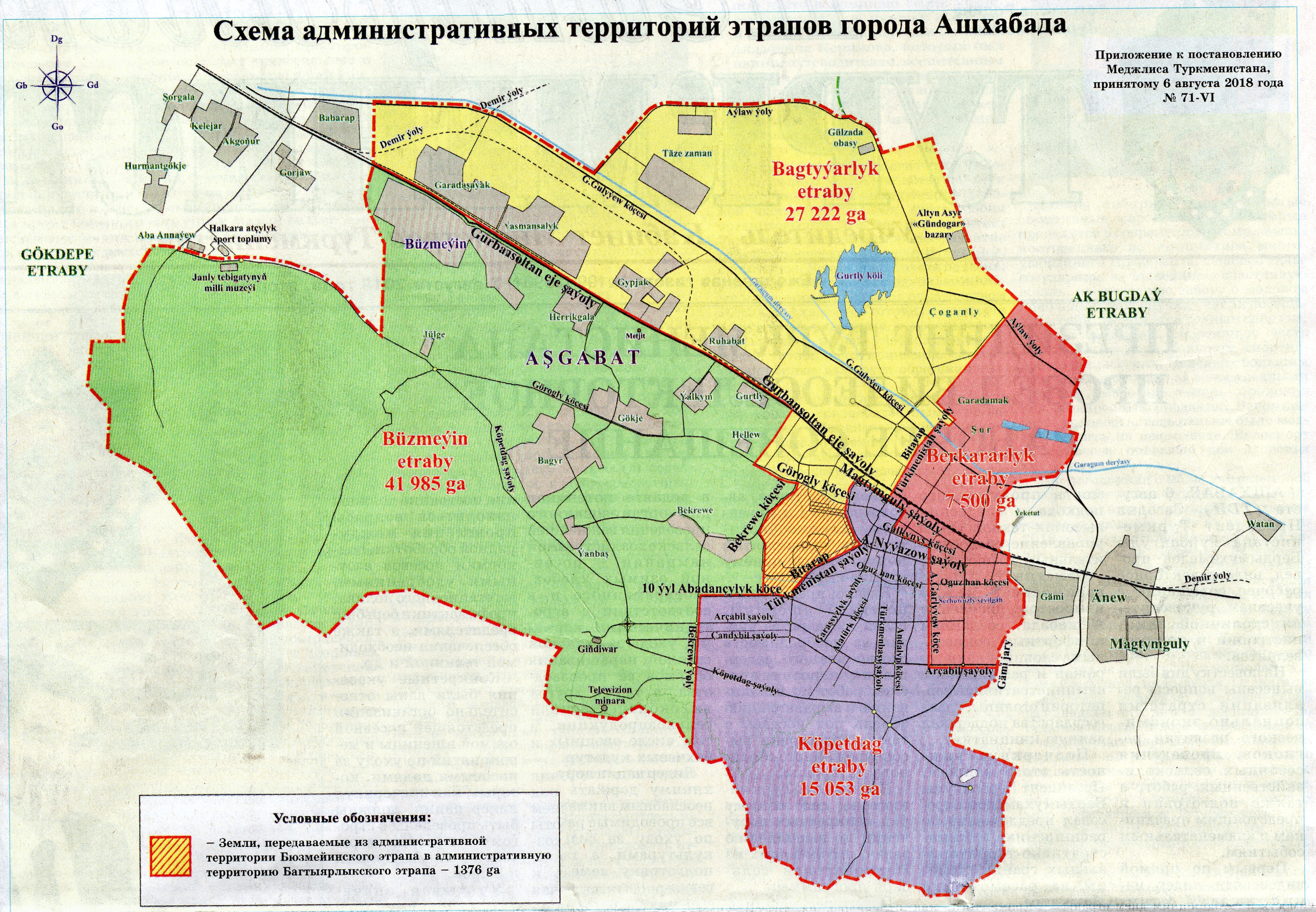
نقشه مناطق شهرداری شهر عشق‌آباد، منطقه بختیارلیق با رنگ زرد نشان داده شده است.

شهرستان بختیارلیق (به ترکمنی: Bagtyýarlyk etraby، باغتیٛارلیٛق اطرابی) یک شهرستان در شهر عشق‌آباد، پایتخت ترکمنستان است.
در ماه ژانویه سال ۲۰۱۸، شهرستان روح‌آباد منحل و اراضی آن به این شهرستان اضافه شد.
در ماه اوت سال ۲۰۱۸، حدود ۱۴۰۰ هکتار از اراضی شهرستان بزمین، به حوزه مدیریت این شهرستان اضافه شد.